# Marrubiu
Marrubiu ist eine italienische Gemeinde mit 4559 Einwohnern (Stand 31. Dezember 2023) in der Provinz Oristano auf Sardinien. Die Gemeinde liegt etwa 17,5 Kilometer südsüdöstlich von Oristano am Parco Geominerario Storico ed Ambientale della Sardegna.

## Verkehr
Durch die Gemeinde führt die Strada Statale 131 Carlo Felice von Cagliari über Oristano nach Sassari bzw. Olbia. Diese kreuzt im Gemeindegebiet mit der Strada Statale 126 Sud Occidentale Sarda von Carbonia nach Siamanna. Der gemeinsame Bahnhof mit den Nachbargemeinden Terralba und Arborea liegt im Ortskern von Marrubiu an der Bahnstrecke Cagliari–Golfo Aranci Marittima.

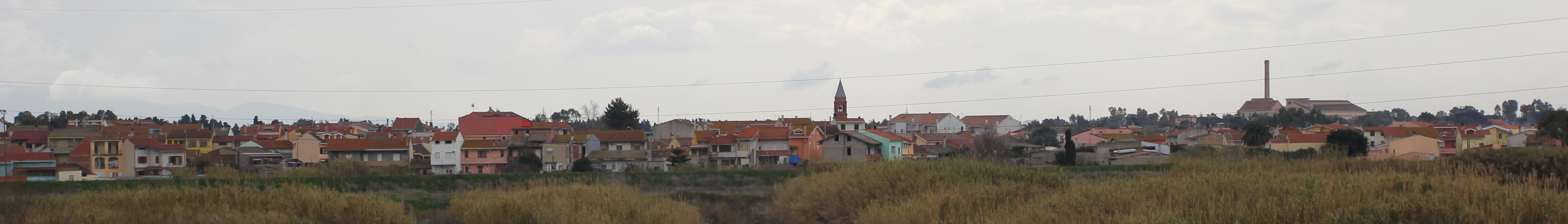
Marrubiu